# Lena Zingsheim-Zobel
Lena Zingsheim-Zobel (* 15. Juni 1993 in Mönchengladbach als Lena Zingsheim) ist eine deutsche Politikerin (Bündnis 90/Die Grünen). Sie ist seit 2022 Abgeordnete im Landtag von Nordrhein-Westfalen.

## Leben
Lena Zingsheim absolvierte ein Studium der Sonderpädagogik und arbeitete danach als Sonderpädagogin an einer Schule.
Sie ist verheiratet und hat drei Kinder.

## Partei und Politik
Zingsheim-Zobel ist seit 2013 Mitglied von Bündnis 90/Die Grünen und war zunächst Sprecherin der Grünen Jugend in Mönchengladbach, dann von 2017 bis 2020 Mitglied im Landesvorstand der Grünen Jugend, von 2019 bis 2020 als dessen Sprecherin. Sie gehörte von 2016 bis Juli 2023 dem Stadtrat von Mönchengladbach an, seit 2020 als Fraktionsvorsitzende ihrer Partei. Auf Grund ihres Wegzugs zum 1. August 2023 musste sie ihr Stadtratsmandat aufgeben, und Eva Engelken rückte für sie nach.
Bei der Landtagswahl in Nordrhein-Westfalen 2022 erhielt Lena Zingsheim-Zobel ein Abgeordnetenmandat im Landtag von Nordrhein-Westfalen. Das Landtagsmandat erreichte sie über die Landesliste ihrer Partei.